# UFC Fight Night: Yan vs. Figueiredo
UFC Fight Night: Yan vs. Figueiredo（ユーエフシー・ファイトナイト：ヤン・バーサス・フィゲイレード、別名UFC Fight Night 248、UFC on ESPN+ 106）は、アメリカ合衆国の総合格闘技団体「UFC」の大会の一つ。2024年11月23日、中国・マカオのギャラクシー・マカオで開催された。

## 大会概要
本大会はピョートル・ヤンとデイブソン・フィゲイレードのバンタム級戦、Road to UFCのバンタム級決勝戦、フライ級決勝戦、女子ストロー級決勝戦が組まれた。

## 試合結果

### プレリミナリーカード
第1試合 ライト級 5分3R
○  ニコラス・モッタ vs.  マハシャテ ×
3R終了 判定3-0（30-27、30-27、30-27）
第2試合 バンタム級 5分3R
○  シャオ・ロン vs.  クアン・レー ×
3R 1:28 KO（右ストレート→パウンド）
第3試合 フライ級 5分3R
○  ロニー・カバナ vs.  ホセ・オチョア ×
3R終了 判定3-0（30-27、29-28、29-28）
第4試合 フライ級 5分3R
○  カルロス・ヘルナンデス vs.  ニャムジャルガル・トウメンデムベレル ×
3R終了 判定2-1（29-28、28-29、29-28）
第5試合 Road to UFC女子ストロー級トーナメント決勝 5分3R
○  シー・ミン vs.  フォン・シャオツァン ×
3R 0:46 KO（右ハイキック→パウンド）
※ミンが女子ストロー級トーナメント優勝。
第6試合 Road to UFCフライ級トーナメント決勝 5分3R
○  チェ・ドンフン vs.  キルー・シング・サホタ ×
1R 2:36 KO（右ストレート）
※ドンフンがフライ級トーナメント優勝。
第7試合 Road to UFCバンタム級トーナメント決勝 5分3R
○  ユ・スヨン vs.  バーエゴン・ジェライスー ×
3R終了 判定3-0（30-27、30-27、29-28）
※スヨンがバンタム級トーナメント優勝。

### メインカード
第8試合 ライトヘビー級 5分3R
○  ジャン・ミンヤン vs.  オジー・ディアス ×
1R 2:25 TKO（左肘打ち→パウンド）
第9試合 ライトヘビー級 5分3R
○  カーロス・アルバーグ vs.  ヴォルカン・オーズデミア ×
3R終了 判定3-0（30-27、30-27、29-28）
第10試合 女子フライ級 5分3R
○  ガブリエラ・フェルナンデス vs.  ワン・ツォン ×
2R 3:49 リアネイキドチョーク
第11試合 ウェルター級 5分3R
○  ムスリム・サリコフ vs.  ソン・ケナン ×
1R 4:50 TKO（右スピニングバックキック→パウンド）
第12試合 女子ストロー級 5分3R
○  ヤン・シャオナン vs.  タバサ・リッチ ×
3R終了 判定3-0（30-27、30-27、30-27）
第13試合 バンタム級 5分3R
○  ピョートル・ヤン vs.  デイブソン・フィゲイレード ×
5R終了 判定3-0（50-45、50-45、50-45）

### 各賞
ファイト・オブ・ザ・ナイト：該当無し
パフォーマンス・オブ・ザ・ナイト：ムスリム・サリコフ、ガブリエラ・フェルナンデス、ジャン・ミンヤン、シー・ミン
各選手にはボーナスとして5万ドルが授与された。

### カード変更
負傷などによるカードの変更は以下の通り。